# Mister Vendetta
Mister Vendetta (The Traveler) è un film del 2010 diretto da Michael Oblowitz, interpretato da Val Kilmer.

## Trama
Nella buia notte di una vigilia di Natale, in una piccola cittadina, uno sceriffo, nel corso del suo solitario giro notturno, incontra un misterioso uomo che dice di chiamarsi Mr. Nobody (signor Nessuno). Egli confessa di aver ucciso sei persone: lo sceriffo procede all'arresto ma scopre che non è possibile identificarlo perché non ha impronte digitali.
Con il trascorrere della notte lo sceriffo scopre che l'uomo non è un semplice "nessuno", ma un killer vendicativo il cui passato rischia di coinvolgere tutti: i poliziotti vengono massacrati a uno a uno mentre Mr Nobody confessa il suo reato.